# Rue de la Commune (Saint-Josse-ten-Noode)
Pour les articles homonymes, voir Rue de la Commune.
La rue de la Commune est une rue située à Saint-Josse-ten-Noode (Région de Bruxelles-Capitale).
Elle commence rue de Saxe-Cobourg et se termine place Houwaert.
Elle est une ancienne rue de Saint-Josse-ten-Noode bâtie dès le XIXe siècle.